# Complesso conventuale di San Francesco (Alessandria)
Il Complesso conventuale di San Francesco era, nel medioevo, uno dei principali edifici religiosi della città di Alessandria. Si estendeva su gran parte dell’isolato compreso tra le odierne via XXIV Maggio, su cui si apriva l’accesso principale, via Cavour, corso Cento Cannoni, via Lanza, vicolo dal Verme e via san Giacomo della Vittoria. Nel 1802 la chiesa venne abbandonata dai francescani con la soppressione degli ordini religiosi imposta da Napoleone; l'intero complesso fu quindi adibito a caserma di cavalleria, prima, e ospedale militare poi.

## Storia

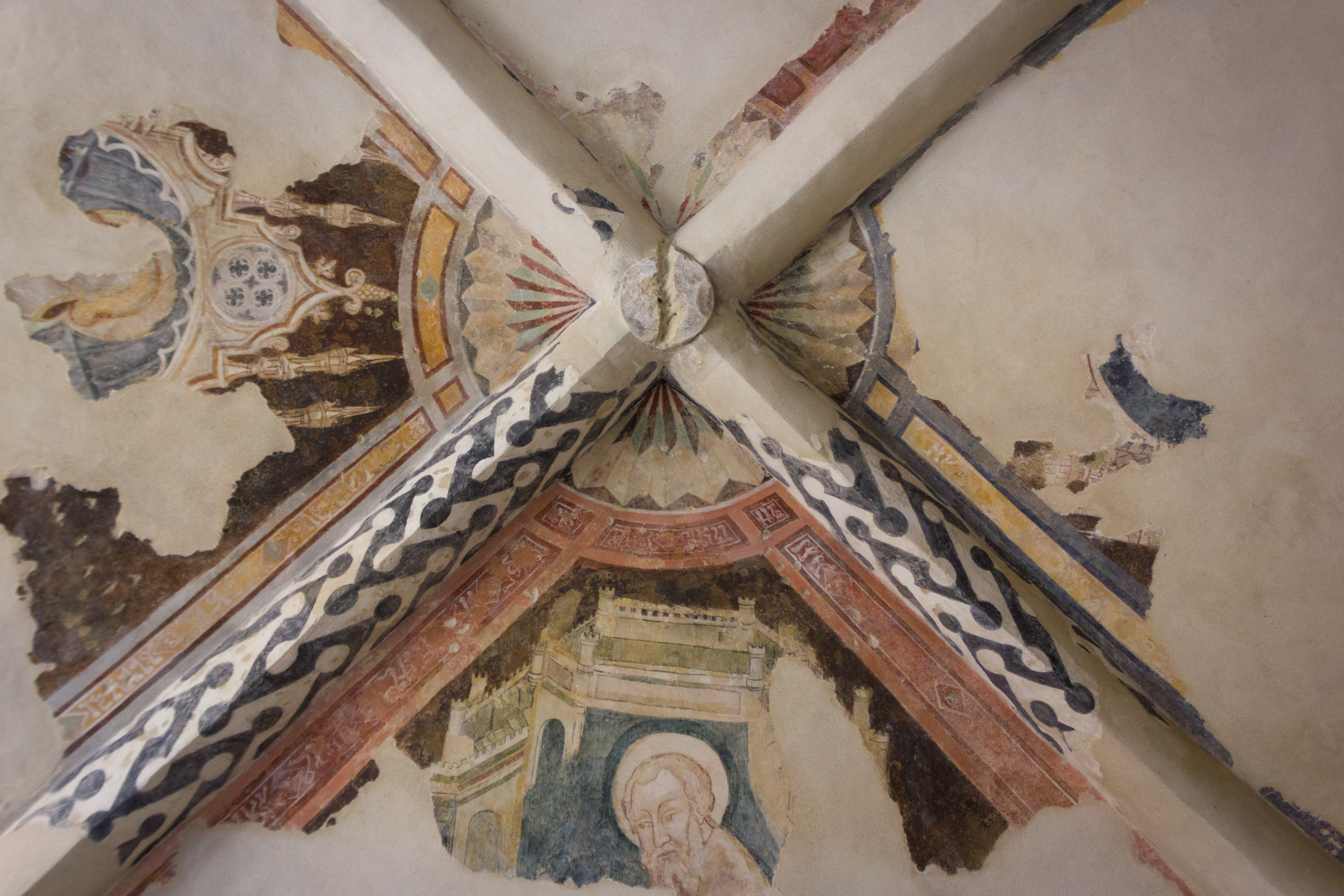

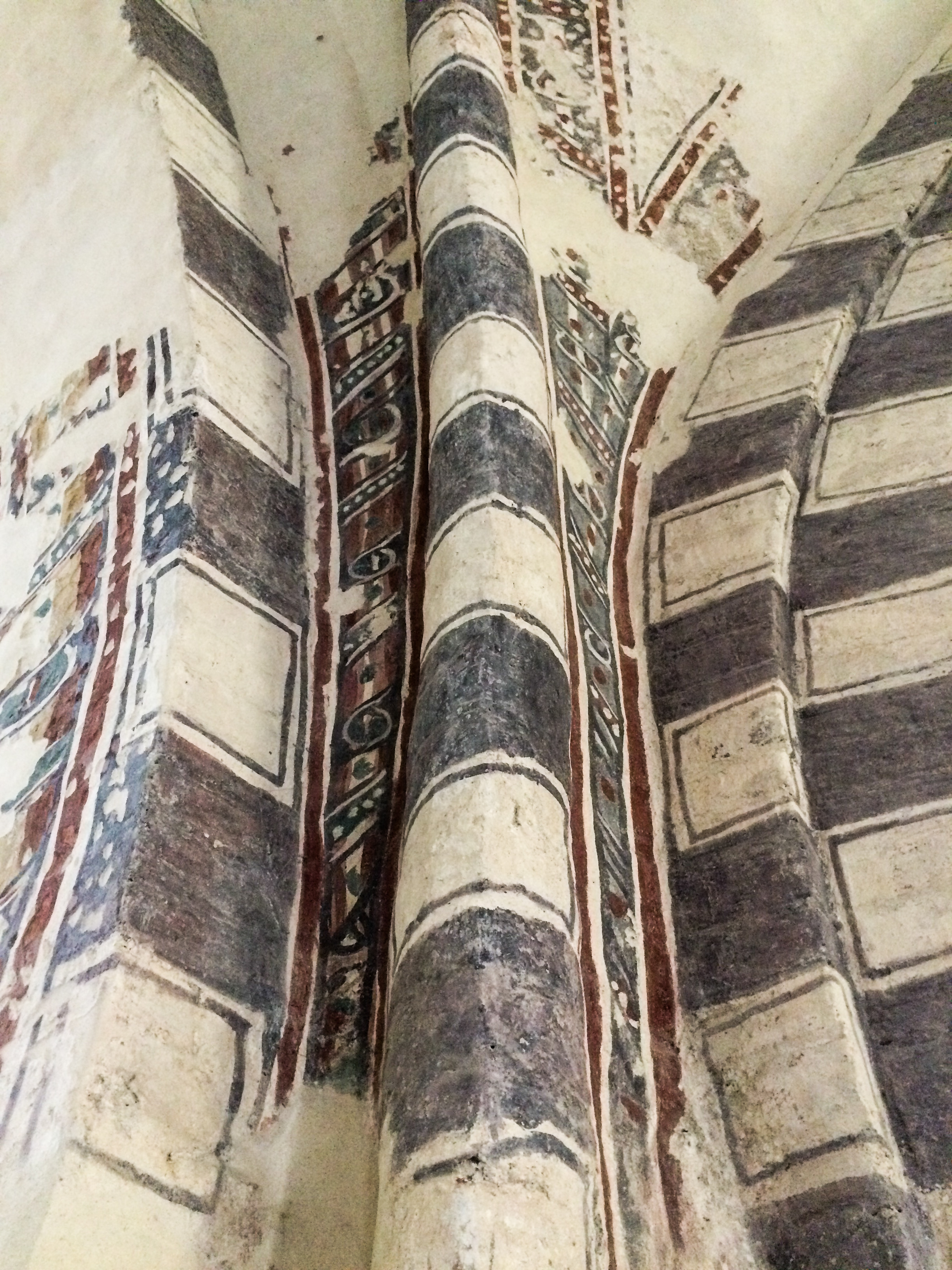

### XIII secolo
Nel 1213, san Francesco intraprese un viaggio verso la Francia che lo portò a transitare nelle regioni della Liguria e del Piemonte. Quattro anni più tardi, nel 1217, i documenti cominciano a tracciare la presenza dell'Ordine dei frati minori ad Alessandria, indicando che l'ordine avesse già radici ben salde nel territorio poco tempo dopo il passaggio del santo di Assisi. La figura carismatica di Francesco ha lasciato un'impronta profonda nella storia locale: durante la sua visita ad Alessandria, si narra che abbia compiuto il miracolo della lupa e quello della trasformazione di un cosciotto di carne in pesce, episodi che rafforzano il legame spirituale tra la città e san Francesco.
Nel 1215, una piccola chiesa venne dedicata a san Francesco. Questa chiesa non corrisponde a quella che verrà costruita in seguito; era piuttosto una cappella, un punto di riferimento spirituale la cui esistenza è testimoniata principalmente dalla sua dedicazione. La sua ubicazione esatta e la sua struttura rimangono, ad oggi, soltanto ipotesi.
Con l'affermarsi dell'Ordine, tra il 1249 e il 1254 si colloca l'insediamento dei frati minori maschili ad Alessandria. Le cronache dell'epoca, in particolare quelle di Salimbene de Adam del 1249, suggeriscono che i frati non avessero ancora una residenza permanente. Questa situazione cambia nel 1254, quando Leone da Perego, arcivescovo di Milano e frate minore, concesse ai confessori francescani di Alessandria il pieno diritto di assolvere i penitenti, [...] plena et libera licentia auduendi confessiones peccatorum et absolvendi confitentes..
Il primo indizio tangibile di una struttura ecclesiastica dedicata emerge nel 1268 con la promulgazione di una bolla di indulgenza di papa Clemente IV. In questo documento si fa appello alla generosità dei fedeli, invitandoli a supportare con atti di carità il completamento della chiesa ancora in costruzione. Questa chiamata alla solidarietà dimostra non solo il bisogno materiale di sostegno per l'edificio sacro, ma anche la volontà della Chiesa di incoraggiare e coltivare la devozione tra i suoi fedeli.

### XIV secolo

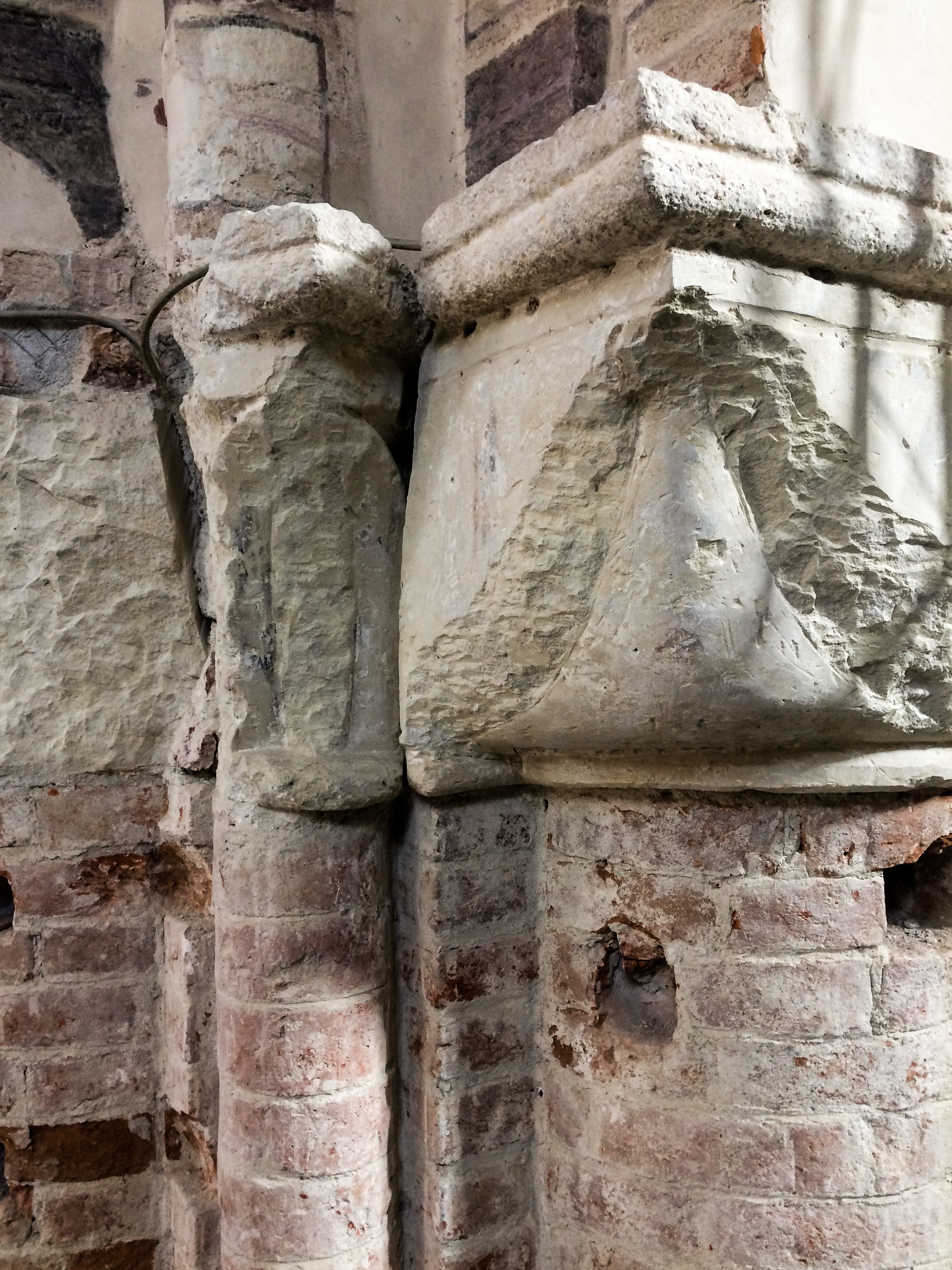

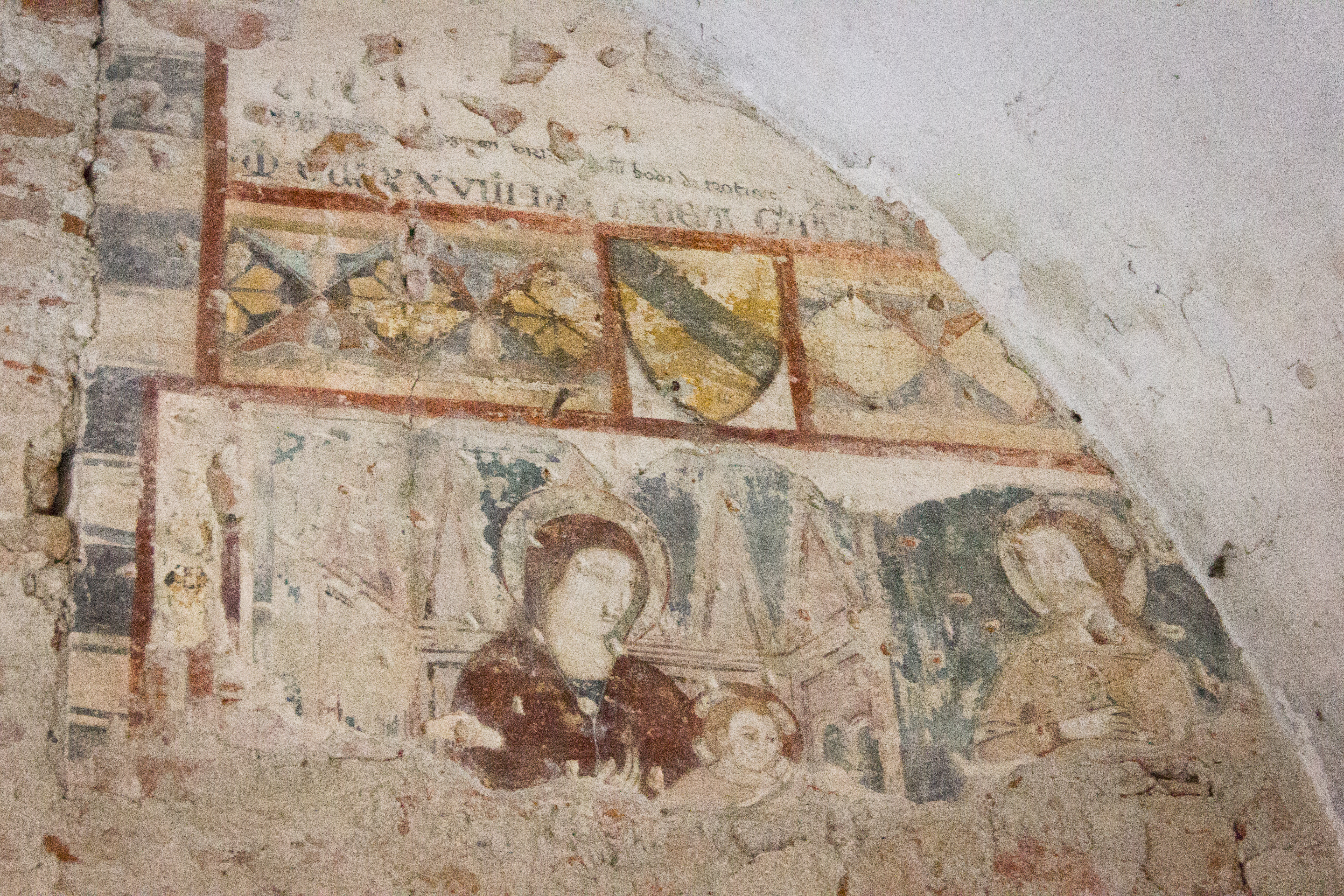

Il punto di svolta si verifica tra la fine del XIII secolo e l'inizio del XIV, quando finalmente, tra il 1290 e il 1300, la chiesa venne completata. Questo evento è suggellato da un'ulteriore bolla papale, in questo caso di papa Niccolò IV, che estese le indulgenze a chiunque avesse visitato la chiesa per dedicarsi alla preghiera. Questo non solo segnala il completamento fisico della chiesa, ma anche l'importanza del luogo come centro di spiritualità e pellegrinaggio.
Non si trattava tuttavia della struttura attuale per la quale i lavori iniziarono sul finire del XIII secolo per volontà di Guglielmo Inviziati; i suddetti lavori si conclusero intorno ai primi decenni del Trecento (1314) grazie alla donazione di Roberto d'Angiò, re di Napoli, con la quale il sovrano dotò di beni il convento per garantire il mantenimento dei frati. A partire dal 1350, per volontà del patrizio Antonio Boidi, si avviò la costruzione del campanile e di una cappella intitolata con ogni probabilità a san Ludovico.
Nel contesto più ampio dell'ordine francescano, ad Alessandria e dintorni l'ordine si era organizzato in province, e nel corso degli anni queste strutture amministrative avevano delineato i confini dell'influenza e della gestione. La provincia di Genova, istituita all'epoca, comprendeva Alessandria e rimase la sua custodia fino al 1725, un periodo di oltre cinque secoli che testimonia la durata e la profondità dell'impronta francescana nella regione.
Riguardo al Convento i primi documenti che attestano la sua presenza recano la data del 18 marzo 1312: in essi si citava la restituzione di una somma di denaro chiesta in prestito per la costruzione del dormitorio.

### XVIII secolo

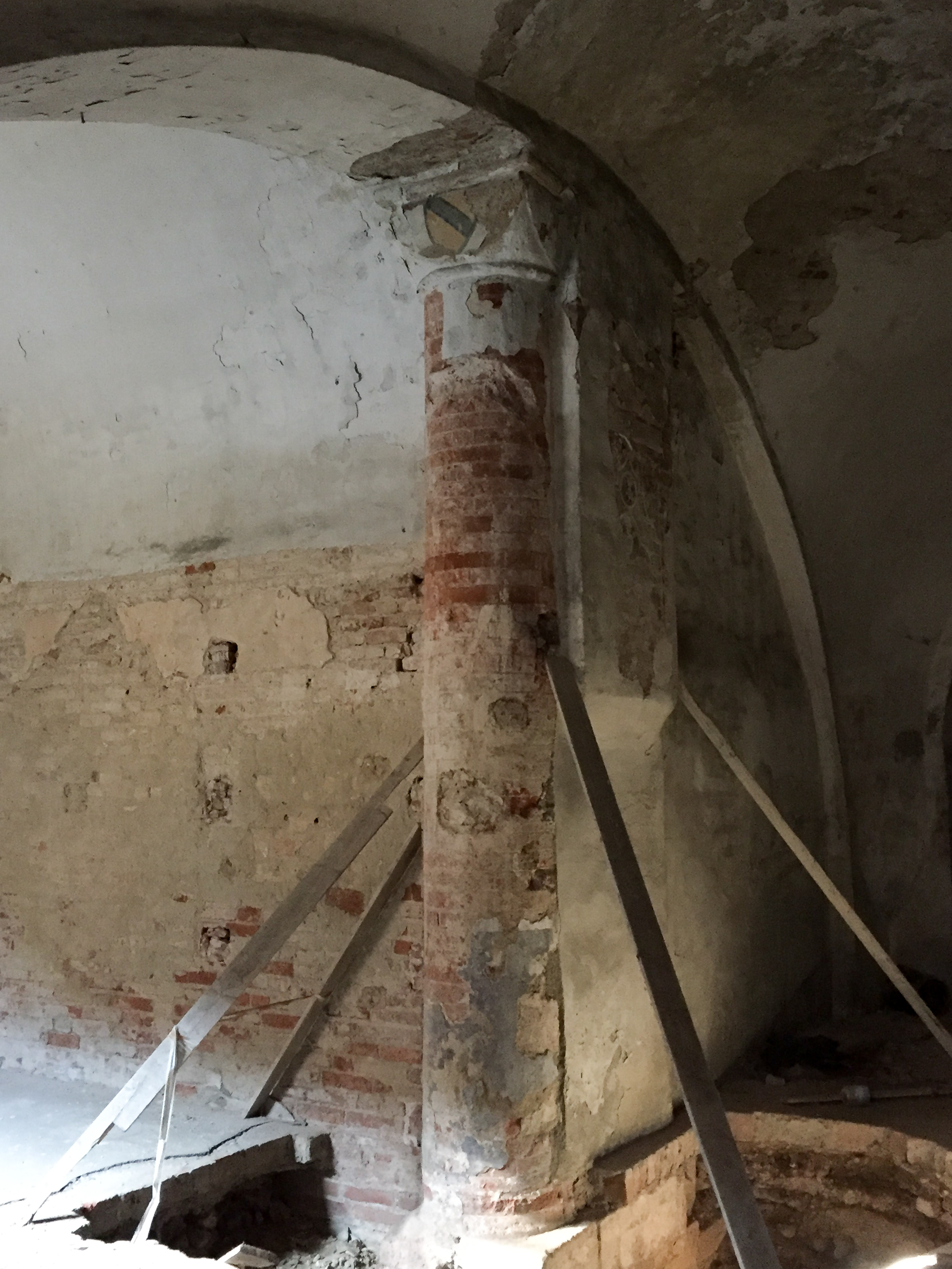

Durante il XVIII secolo, si assistette all'abbattimento di alcune strutture facenti parte del complesso conventuale. Successivamente, nel 1773, il convento divenne dimora per molti ufficiali appartenenti all'esercito. A causa di problemi strutturali dei fabbricati, si iniziò la demolizione del convento nel 1778, demolizione che risparmiò la sagrestia e la chiesa. Il resto della struttura venne ricostruito interamente per volontà del marchese Carlo Dolchi e i lavori terminarono nel 1784.
Nel 1796, i frati minori osservanti di San Bernardino aprirono le porte del loro convento ai frati minori conventuali. L'anno seguente, però, dovettero affrontare un ulteriore impoverimento a causa dell'editto di Carlo Emanuele IV di Savoia, che imponeva alle comunità religiose il versamento di un contributo di 50 milioni entro l'anno, aggravando la situazione economica del patrimonio francescano.
Nel 1798, i minori conventuali si videro costretti a trovare ospitalità presso i minori cappuccini, dato che il loro convento era stato occupato dalle truppe francesi. L'impoverimento, che aveva già iniziato a manifestarsi in precedenza, si intensificò, portando i francescani alla vendita di alcuni terreni di loro proprietà.
Il Complesso di san Francesco, pur ospitando frequentemente soldati durante i periodi bellici, mantenne la sua funzione religiosa fino alla fine del XVIII secolo, periodo in cui avvenne il passaggio dalla dominazione ispanica a quella sabauda.

### XIX secolo
Il XIX secolo si apre con l'emanazione della legge di soprressione. Il 16 agosto 1802, 28 termidoro dell'anno X fu emesso un decreto che estendeva al Piemonte le disposizioni già adottate in Francia per la soppressione di tutte le comunità religiose, ordinando il sequestro dei monasteri e dei conventi e la compilazione di elenchi dei religiosi, dei registri degli edifici e degli inventari dei beni mobili da inviare al Ministero delle Finanze. I francescani furono così costretti ad abbandonare il complesso, che da quel momento divenne di proprietà demaniale. L'anno successivo, l'editto di Saint Cloud trasformò le chiese in caserme militari, e nel 1804 la chiesa di san Francesco subì questa sorte. Nel 1816, con il ritorno al potere dei Savoia, la chiesa fu suddivisa in due piani con differenti destinazioni d'uso: il piano inferiore fu destinato a deposito di carri d'artiglieria e quello superiore a camerata per la truppa. Le cappelle sul lato ovest furono vendute a privati.
Nel 1821, il convento fu convertito in caserma dei Dragoni di Sardegna. Quattro anni dopo, nel 1825, l'intero complesso fu oggetto di lavori di sistemazione. Rimase una caserma fino al 1833, quando Carlo Alberto di Savoia lo trasformò in ospedale militare. Questa nuova funzione divenne cruciale durante le due guerre mondiali, nonostante la struttura fosse stata integrata da altre situate in una via adiacente e a Spinetta Marengo.
Nel corso dell'Ottocento, furono documentati progetti di ampliamento che conferirono al complesso l'aspetto giunto fino al XXI secolo. Verso la fine del secolo, le autorità militari e il Comune concordarono la demolizione della chiesa per realizzare un asse viario che collegasse le piazze Garibaldi e Vittorio Emanuele (in seguito piazza della Libertà), da via Lanza a via Verdi.

### XX secolo
Nel 1919, il progetto di demolizione dell'ex chiesa fu interrotto a seguito di una notifica datata 1º dicembre da parte di Cesare Bertea, Soprintendente ai monumenti del Piemonte, che mise in luce l'importante interesse archeologico del sito. Questa decisione cancellò il progetto viario che, alla fine, non fu mai realizzato.
Successivamente, nel 1952, il sindaco di Alessandria Nicola Basile manifestò l'intenzione di riprendere la demolizione, riaccendendo vecchie polemiche. Nonostante ciò, non furono apportate modifiche alla struttura né furono intrapresi ulteriori procedimenti.
Infine, l'ospedale militare, che occupava l'edificio, fu chiuso nel 1989. In seguito, il Comune di Alessandria acquisì la struttura e intraprese i primi lavori di restauro, che includevano il ripristino delle coperture e il recupero degli affreschi.

### XXI secolo
Nel 2023 si concludono le pratiche relative alle gare d'appalto, svolte negli anni precedenti, per l'affidamento dei lavori per l'integrale recupero del complesso conventuale.
Il progetto di riqualificazione di una sezione ha ricevuto un finanziamento di circa 14,5 milioni di euro dal PNRR. Il piano prevede la trasformazione di circa 2.000 metri quadrati dei 4.500 totali in 42 alloggi universitari, che saranno distribuiti su tre piani e comprenderanno unità singole o doppie con bagno interno. Le restanti aree saranno adibite a servizi comuni per le residenze, spazi di aggregazione e aule studio. Al piano terra è prevista l'istituzione di uffici pubblici, mentre il primo piano accoglierà uno spazio per l'associazione "Storia e Patria" e la quadreria Trotti Bentivoglio. Al secondo piano verrà creato un Auditorium destinato al Conservatorio Antonio Vivaldi di Alessandria.
Il termine per la conclusione dei lavori, stabilito dal finanziamento del PNRR, è fissato per il 31 marzo 2026. Un altro segmento del complesso di san Francesco include il restauro della Chiesa, finanziato con fondi POR FESR, che diverrà la sede del nuovo museo civico. Per questa parte, i lavori di riqualificazione avranno una durata prevista di circa 20 mesi e comporteranno un investimento totale di 7,8 milioni di euro.

## Descrizione

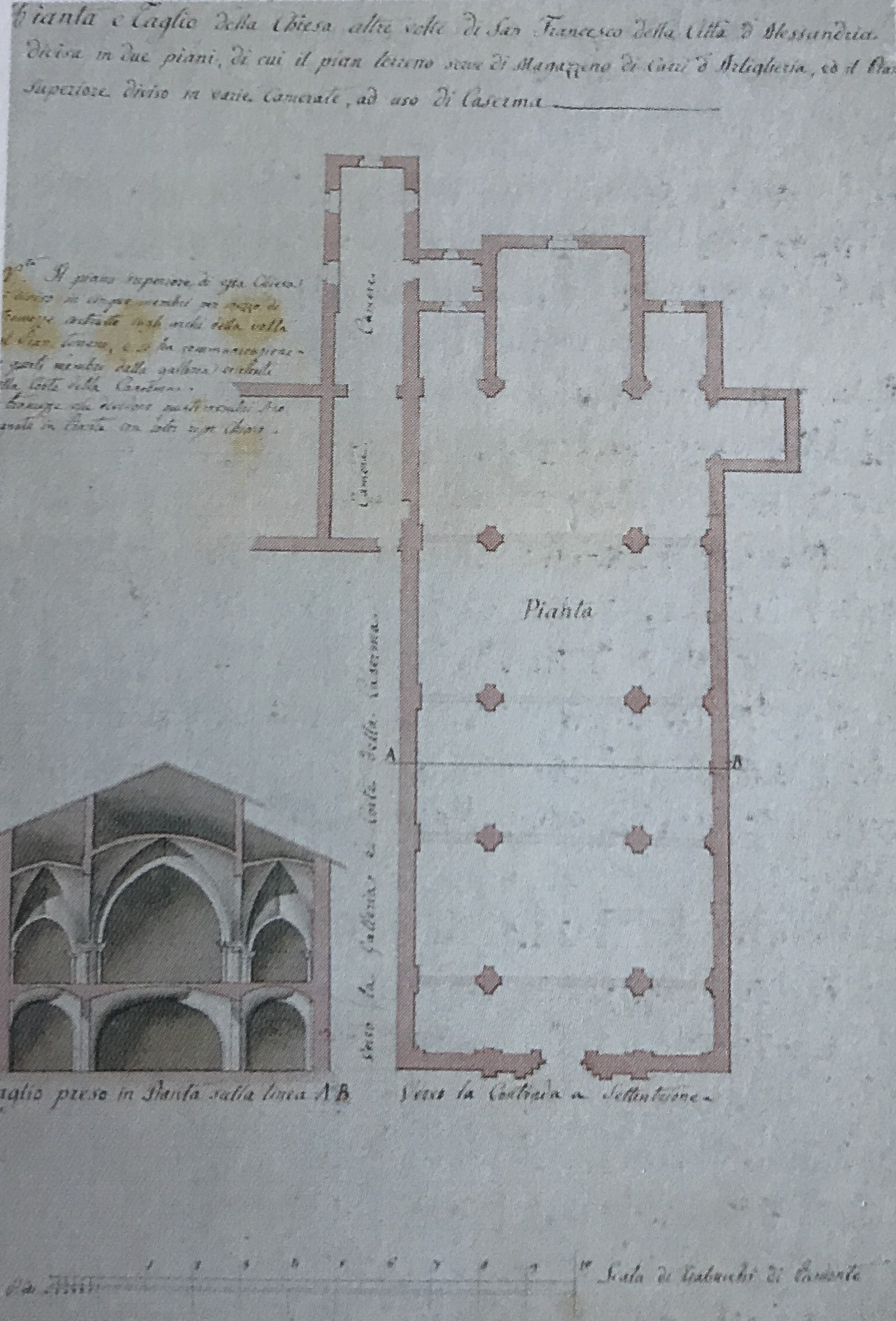
Pianta e sezione della chiesa di san Francesco. Nella sezione è evidente la suddivisione in due distinti piani.

La chiesa del complesso convenutale rappresenta un significativo esempio di gotico italiano nell'ambito della provincia di Alessandria. Questo stile si manifesta attraverso un'evoluzione graduale del romanico lombardo, evidente nell'ampio uso del laterizio. Il gotico si impone definitivamente nel XIV secolo, spinto da cambiamenti sociali e dall'avanzamento delle tecniche costruttive.
Nonostante le modifiche apportate nei secoli successivi alla sua costruzione, l'originale struttura dell'edificio sacro è ancora riconoscibile. Le trasformazioni più incisive avvennero nei primi anni del XIX secolo, quando l'edificio fu suddiviso creando due piani distinti. La parte del complesso adiacente all'ex ospedale militare, che precedentemente fu l'area convenutale, risale invece al XVII e XVIII secolo, periodo in cui furono eretti gli edifici della caserma.
Le azioni di tutela intraprese dalla Soprintendenza ai monumenti del Piemonte nel 1920 e l'inclusione nell'elenco degli "Edifici Monumentali di Alessandria e Provincia" da parte del Ministero della Pubblica Istruzione negli anni '50 hanno preservato l'identità storica dell'immobile.
La chiesa si presenta con una pianta rettangolare regolare, senza un transetto sporgente, e termina a ovest con un'abside rettilinea. Dal punto di vista architettonico e distributivo, l'edificio si associa alle chiese a sala "gotico-lombarde" del primo Trecento, nonché alle numerose chiese degli ordini mendicanti del XIII secolo.
All'interno, la parte superiore è divisa in tre navate, con quella centrale più ampia, separate da pilastri e semipilastri in laterizio che sostengono volte a crociera costolonate, con chiavi di volta decorate. Il tetto, a due spioventi, è sostenuto da una struttura in legno tipica piemontese; si nota il transetto che emerge rispetto alla navata centrale. Sul lato ovest, si individuano i resti del campanile, modificato nell'Ottocento con la demolizione della parte superiore e l'apertura di un grande finestrone. I prospetti, in mattone a vista, hanno subito interventi come l'apertura di nuove finestre o il tamponamento di quelle preesistenti. La facciata principale conserva decorazioni in cotto, ma è stata modificata negli interventi ottocenteschi, assumendo un profilo superiore rettilineo.
Il piano terra ha perso la leggibilità della struttura originale a causa dei lavori di conversione in caserma, caratterizzandosi per ampi spazi con volte a botte ribassate.
L'ex ospedale militare, che come già scritto insiste sulla preesistente area convenutale, occupa un'ampia area dell'isolato delimitato attualmente da via XXIV Maggio, via Cavour, corso Cento Cannoni, via Lanza, vicolo dal Verme e via san Giacomo della Vittoria. La disposizione irregolare degli edifici forma una corte interna, un giardino su via Cavour e un'ulteriore area verde su via Lanza. L'edificio principale, che incorpora parti dell'antico convento e della chiesa, ha una pianta a "U" e si affaccia sulla corte. La parte ovest deriva dalle strutture della chiesa, ora suddivisa su due piani. Gli altri corpi di fabbrica si sviluppano su tre livelli di altezza diversa, mentre tre bassi edifici delimitano il giardino su via Lanza.